# Il Cerano

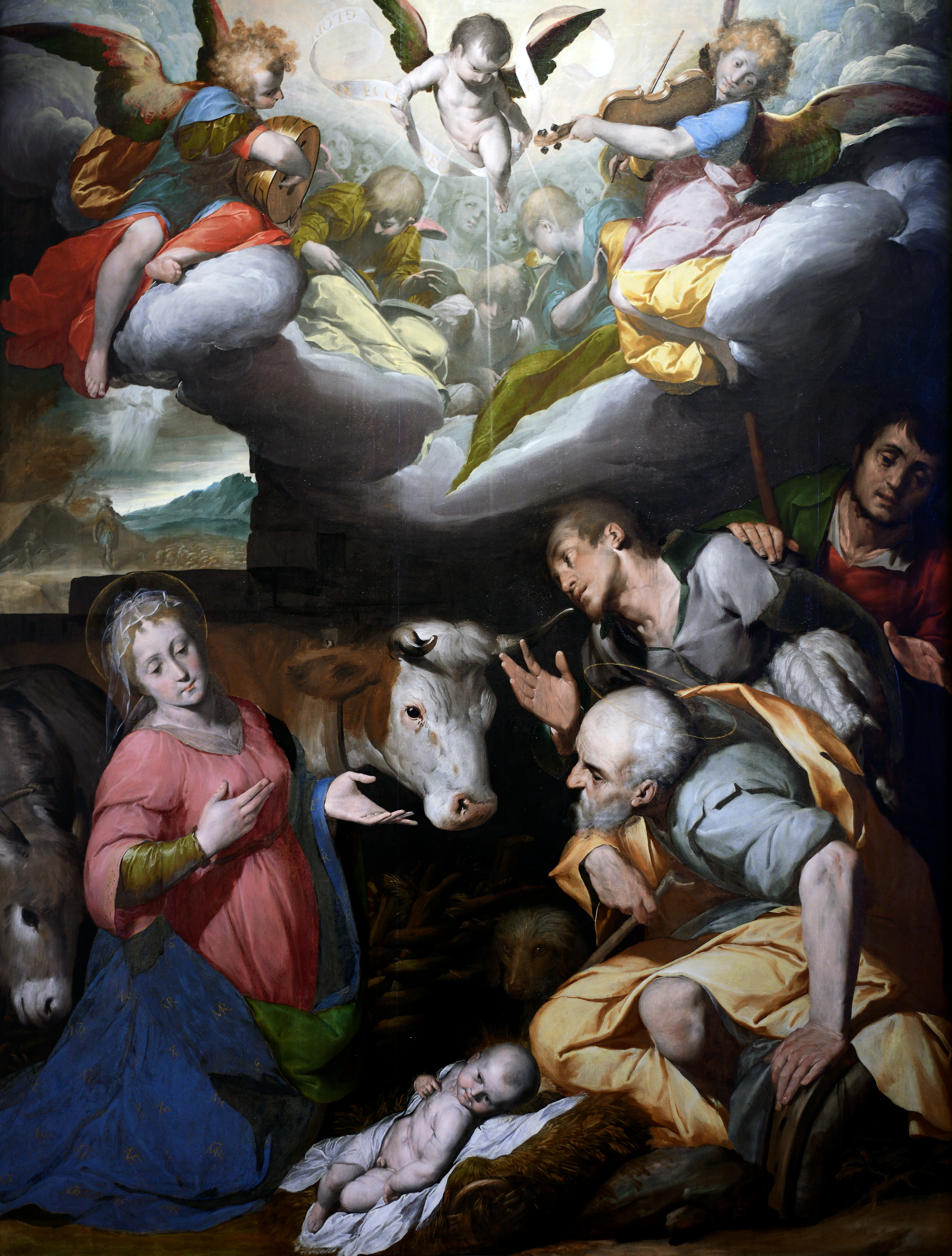
Adorazione dei Pastori, Torino, Galleria Sabauda

Giovan Battista Crespi detto il Cerano (Romagnano Sesia, 23 dicembre 1573 – Milano, 23 ottobre 1632) è stato un pittore, scultore e architetto italiano, attivo nell'età della Controriforma.

## Biografia
Figlio del pittore Raffaele Crespi, suo primo e a quanto sembra unico maestro, e di Camilla, crebbe con il fratello Ortensio Crespi (1578-1631) che diverrà il suo principale collaboratore insieme al genero, Melchiorre Gherardini, detto il Ceranino.
La famiglia Crespi si trasferì a Cerano solo più tardi. Nel 1591 l'artista si era già stabilito a Milano. In quell'anno è documentato un pagamento da parte del Conte Renato Borromeo, fratello del cardinale Federico, per l'esecuzione di lavori decorativi all'interno di palazzo Borromeo, oggi perduti. Questa commissione testimonia la precoce attività del pittore, all'epoca diciannovenne, già al servizio della famiglia che diverrà egemone nella Milano di inizio Seicento. Di seguito lasciò numerose pale d'altare in località della Lombardia occidentale (Incoronazione della Vergine con i ss. Agostino e Bonaventura a Trecate; Adorazione dei pastori, già a Mortara, Torino, Galleria Sabauda; Ultima Cena, Cerano; Madonna e SS. Siro e Antonio, duomo di Pavia). In esse è evidente l'influsso dei principali artisti attivi a Milano alla fine del Cinquecento, Gaudenzio Ferrari e Pellegrino Tibaldi, oltre a manieristi nordici come Bartholomäus Spranger. Già nei primi esordi, precedenti al viaggio nel centro Italia, sono presenti richiami all'arte di Federico Barocci e dell'ambiente manieristico romano, che rappresentava la scuola egemone in quegli anni. Risale al 1596 il suo viaggio di aggiornamento a Roma, al seguito del suo principale mecenate, Federico Borromeo, con probabili visite anche a Bologna e Firenze.
Nel 1598 curò i progetti per la monumentale statua del Colosso di San Carlo Borromeo (alta 26 metri) ad Arona, che avrebbe dovuto essere il fulcro di un Sacro Monte mai completato. Di quest'opera ci sono giunti numerosi disegni di sua mano, conservati al Metropolitan Museum of Art a New York.

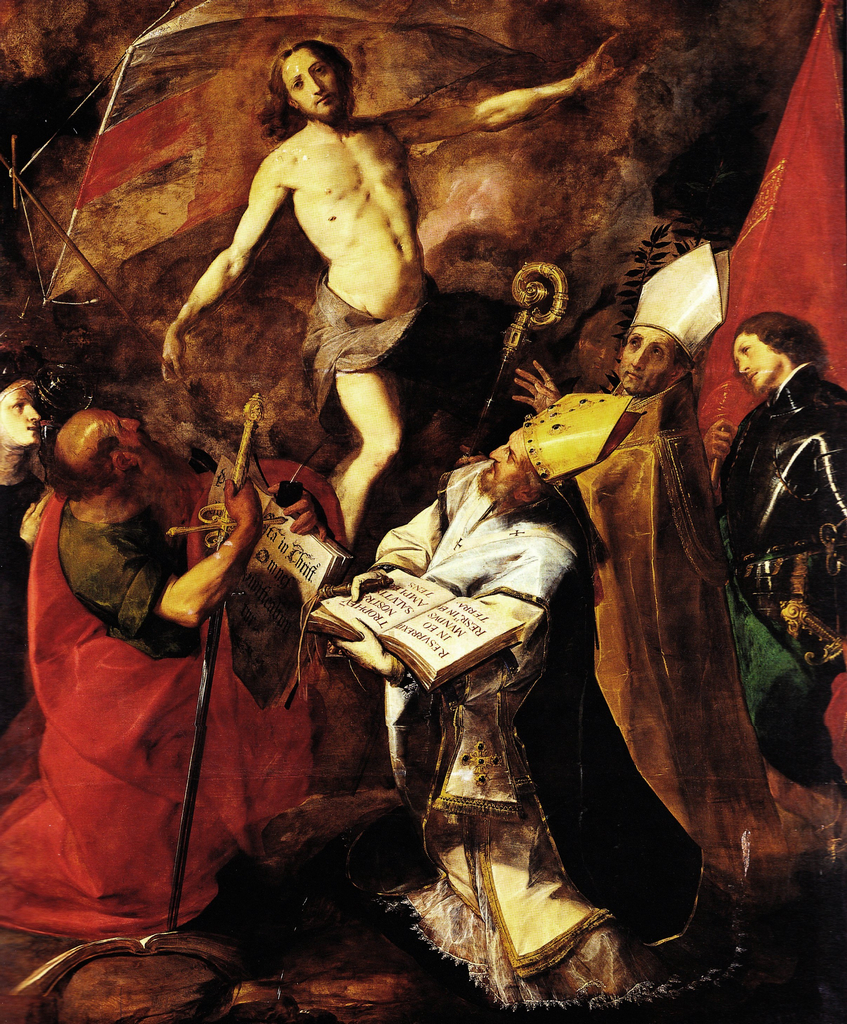
La Resurrezione di Meda

Le prime grandi commissioni ottenute dal pittore nella capitale del ducato sono le due grandi pale d'altare con il Voto dei santi francescani, già all'Immacolata Nuova dei cappuccini di Milano, distrutta a Berlino nel 1945, e il Battesimo di Cristo (Francoforte sul Meno, Städelsches Kunstinstitut), rispettivamente del 1600 e del 1601. Con esse prende avvio la lunga serie delle prestigiose commissioni nei principali cantieri milanesi. Negli anni tra il 1602 e il 1603 Crespi lavorò (con quattro dipinti) alla prima serie (i Fatti della vita del Beato Carlo Borromeo) dei Quadroni per il Duomo di Milano e fornì alcune pale d'altare per Santa Maria presso San Celso. La serie dei Quadroni di San Carlo fu terminata nel 1610 con il gruppo dei Miracoli, di dimensioni inferiori; Cerano partecipò con sei dipinti a tempera. Anche la regia della cerimonia romana della canonizzazione di San Carlo fu affidata da Federico Borromeo a Cerano, che dipinse una serie di tele per un apparato provvisorio per la Basilica di San Pietro in Vaticano, di cui oggi resta solo il Sant'Ambrogio della Pinacoteca Ambrosiana. A partire dal secondo decennio del secolo, che lo vede protagonista sulla scena milanese, avviene anche l'adozione di uno stile sempre più deciso e personale. Caratteristiche di questa svolta sono l'accentuato realismo, fortemente espressivo, una maggiore sintesi nelle composizioni, e la costruzione più scultorea e robusta delle figure.
Negli anni successivi Cerano dipinse alcune delle opere che ancora oggi sono considerate suoi capolavori: la Deposizione di Novara, la Crocifissione di Mortara, la Madonna del Rosario di Brera. Nel 1614 dipinse la Messa di San Gregorio Magno per Varese, e una pala per la Certosa di Pavia; 1618 terminò il Battesimo di Sant'Agostino per la chiesa milanese di S. Marco. Opere, queste ultime, caratterizzate da grande complessità di composizione, e da forti accenti visionari.
Nel 1621 divenne il primo presidente dell'Accademia Ambrosiana, fondata dal Cardinale Federico Borromeo. Tra i suoi allievi Daniele Crespi e Carlo Francesco Nuvolone. Intorno al 1626 terminò la Resurrezione di Cristo per il convento delle monache di S. Vittore a Meda, considerata uno dei suoi capolavori, dallo straordinario cromatismo.
Dal 1629 dirige la Fabbrica del Duomo, fornendo disegni per sculture e anche in qualità di architetto, disegnando anche un nuovo progetto della facciata che rielaborava quello cinquecentesco di Pellegrino Tibaldi, in alternativa a quello di Francesco Maria Richino. Del progetto ceranesco restano, nella facciata attuale del duomo, i cinque portali. Un'altra sua opera architettonica è la facciata di San Paolo Converso, sempre a Milano.
Le sue ultime opere furono la Crocifissione per la chiesa di San Protaso ad Monachos di Milano, oggi al Seminario di Venegono Inferiore per via della demolizione della chiesa, e La Madonna libera Milano dalla peste, (1631), in Santa Maria delle Grazie. La Strage degli Albigesi per la chiesa di San Domenico a Cremona (oggi al Museo civico Ala Ponzone) rimasta incompiuta per la morte dell'artista fu terminata dall'allievo Melchiorre Gherardini (1632).

## Opere

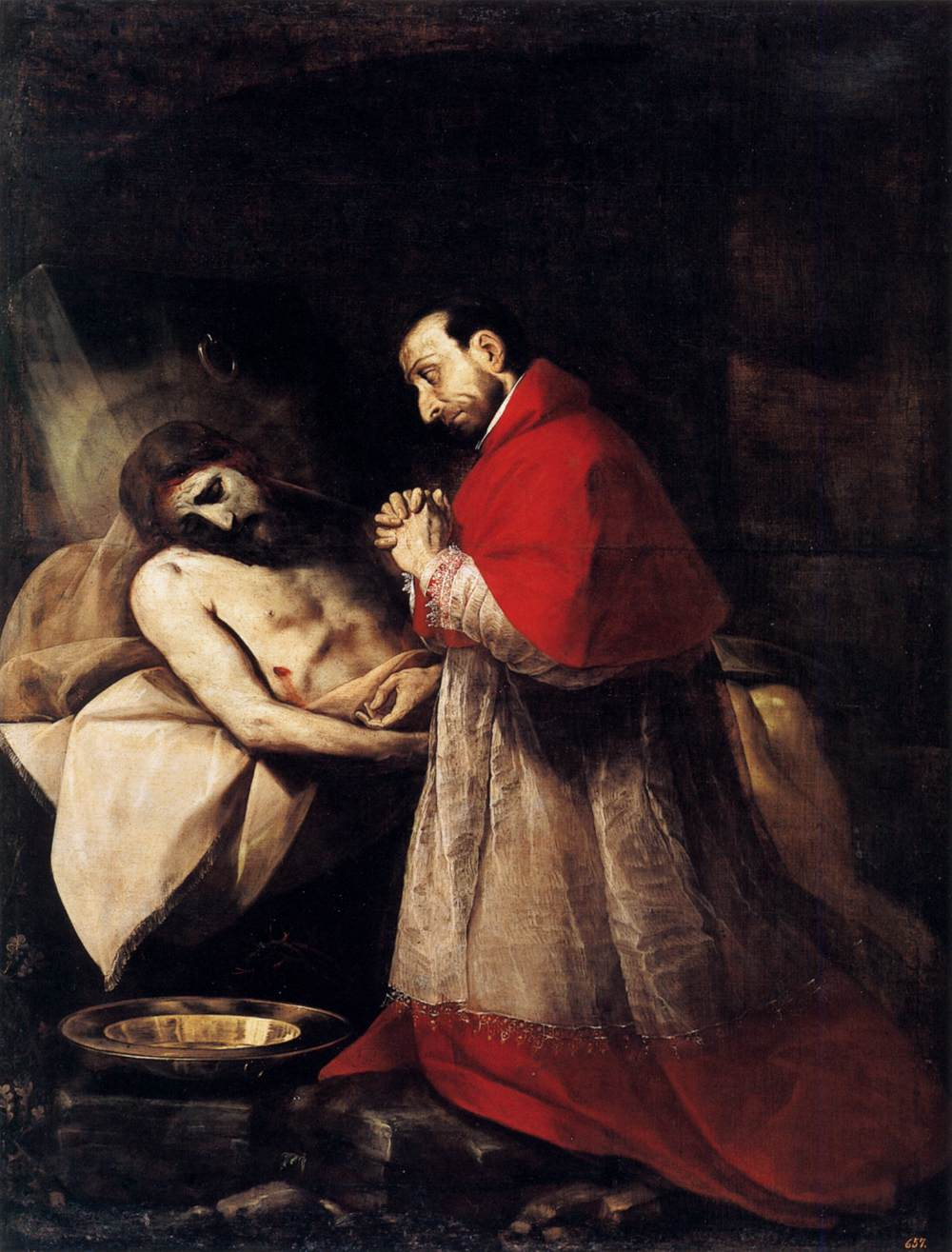
S. Carlo in meditazione notturna davanti al Cristo morto, Madrid, Prado

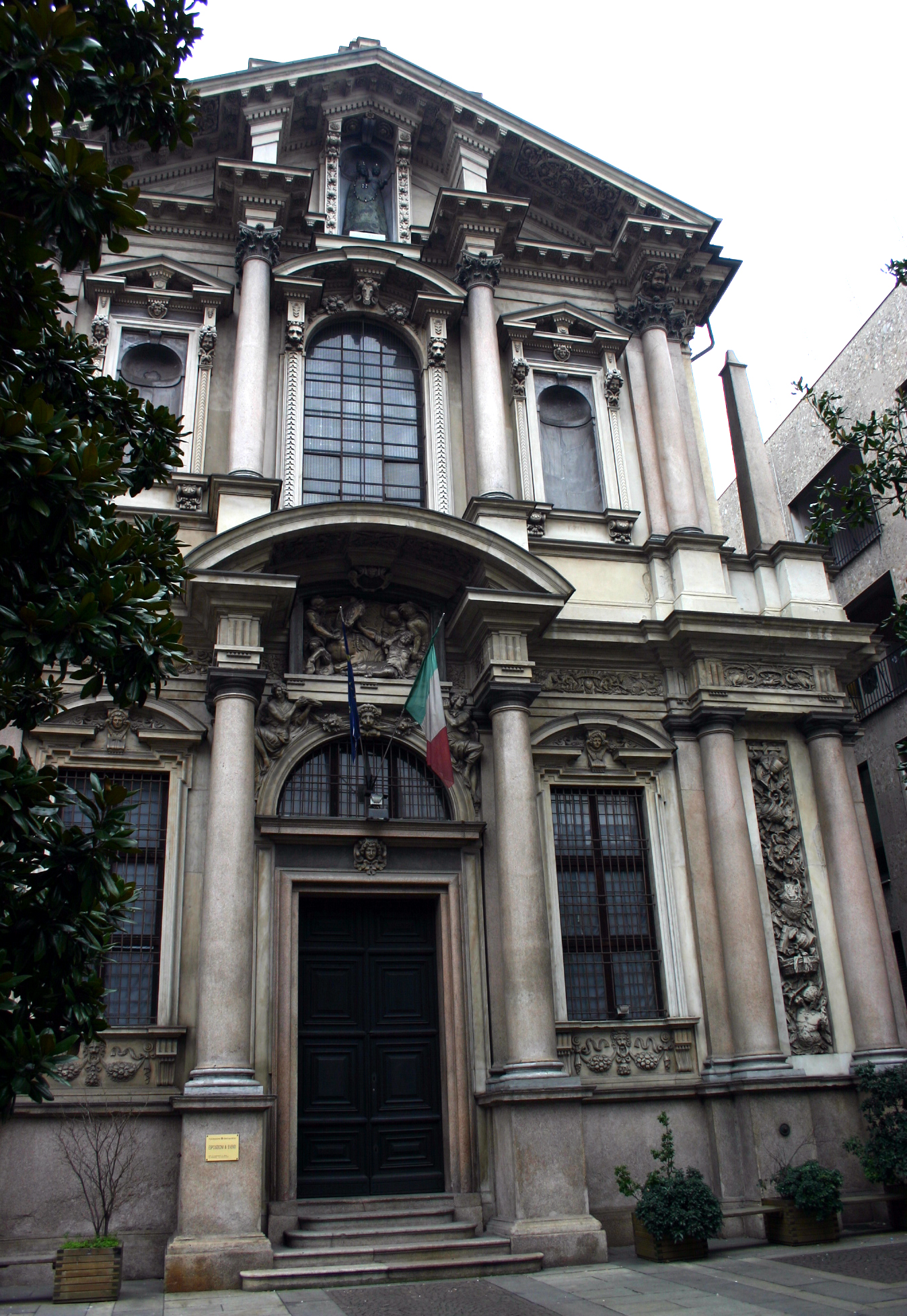
Facciata di San Paolo Converso, Milano

- affreschi e statue in stucco, Mortara, Madonna del campo
- Adorazione dei pastori, già a Mortara, Torino, Galleria Sabauda
- Ultima Cena, Cerano, Parrocchiale
- Incoronazione della Vergine con i ss. Agostino e Bonaventura, Trecate (Novara), Oratorio del Gonfalone
- Arcangelo Michele, Milano, Pinacoteca del Castello Sforzesco
- Cristo nell'orto, Isola Bella, collezione Borromeo
- Flagellazione di Cristo, Isola Bella, collezione Borromeo
- Angeli, affreschi e stucchi, Milano, Santa Maria dei Miracoli presso San Celso, volte delle navate laterali
- Annunciazione, olio su tela, Milano, Santa Maria dei Miracoli presso San Celso
- Visitazione, olio su tela, Milano, Santa Maria dei Miracoli presso San Celso
- Martirio di Santa Caterina, olio su tela, Milano, Santa Maria dei Miracoli presso San Celso
- Statua della Madonna di S. Celso venerata da s. Francesco e da Carlo Borromeo, Torino, Galleria Sabauda
- San Francesco in preghiera, Napoli, Pio Monte della Misericordia
- Opere di misericordia dei cappuccini, Milano, Pinacoteca del Castello Sforzesco
- Voto dei santi francescani, già all'Immacolata Nuova dei cappuccini di Milano, distrutta a Berlino nel 1945
- Battesimo di Cristo, Francoforte sul Meno, Städelsches Kunstinstitut
- Resurrezione, Milano, Sant'Antonio Abate
- Fuga in Egitto, Bristol (UK), City Art Gallery
- Terzo cavaliere dell'Apocalisse, Pavia, Pinacoteca Malaspina
- Cristo e la Samaritana, Toledo, Duomo
- Sant'Ambrogio,  tempera per la facciata posticcia del Duomo di Milano, Milano, Pinacoteca Ambrosiana
- Deposizione di Cristo, già in San Lorenzo dei cappuccini, Novara, Museo civico
- Cristo morto adorato da santi, Milano, Santo Stefano Maggiore
- San Carlo in meditazione notturna davanti al Cristo morto, Madrid, Prado
- San Carlo in gloria, Milano, San Gottardo in Corte
- Martirio di s. Dionigi, Vigevano, San Dionigi
- Visione di Gaetano da Thiene, Milano, Sant'Antonio Abate
- Visione di Sant'Ignazio da Loyola, Milano, San Fedele
- Madonna e i ss. Carlo e Ugo di Grenoble, Pavia, Certosa
- facciata della chiesa di San Paolo Converso a Milano
- Madonna del rosario tra i santi Domenico e Caterina da Siena, già in S. Lazzaro alle Monache a Milano, Pinacoteca di Brera
- San Francesco in estasi, Milano, Pinacoteca di Brera
- Martirio delle sante Rufina e Seconda, detto "quadro delle tre mani", dipinto con Morazzone e Giulio Cesare Procaccini, Milano, Pinacoteca di Brera
- Madonna tra i ss. Siro e Antonio, Pavia, Duomo
- Madonna e San Brunone, Pavia, Certosa

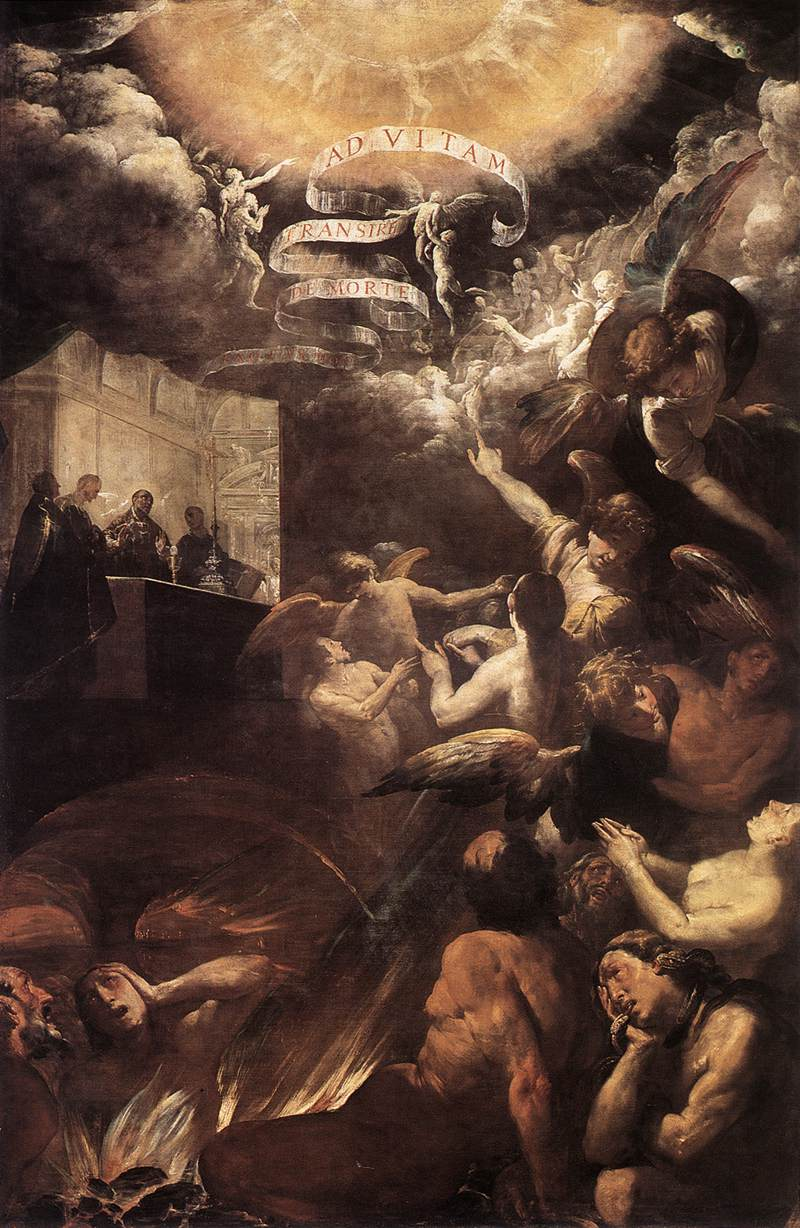
Messa di San Gregorio per l'indulgenza delle anime del Purgatorio, Basilica di San Vittore (Varese)

- Messa di San Gregorio per l'indulgenza delle anime del Purgatorio, Varese, Basilica di San Vittore
- Battesimo di San Agostino, Milano, 1618, San Marco
- Madonna e santi, già in palazzo Manzi a Lucca, Firenze, Uffizi
- Gionata rompe il digiuno, Milano, S. Raffaele
- Cartoni per i cinque bassorilievi con Storie di eroine dell'Antico Testamento sopra le porte del Duomo di Milano, conservati nel Museo dell'Opera del Duomo (i bassorilievi eseguiti da Gaspare Vismara, Giovan Pietro Lasagna e Gian Andrea Biffi, sono a Milano, Duomo)
- Putto con cane, pernice e gallo, Detroit, Institute of Arts di Detroit
- Cristo risorto e santi, Meda (Milano), San Vittore
- Sant'Ignazio vescovo di Antiochia sbranato dai leoni, Museo della Certosa di Pavia
- Cristo con i ss. Pietro e Paolo già in S. Pietro dei pellegrini a Milano, Vienna, Kunsthistorisches Museum
- Crocifissione e santi, 1628, già in S. Protaso a Milano, Venegono, seminario
- La Madonna libera Milano dalla peste, (1631), Milano, Santa Maria delle Grazie
- La Madonna guida San Domenico alla vittoria sugli Albigesi, Cremona, Museo civico
- Crocifissione, con i Santi Ambrogio, Lorenzo e Maria Maddalena, Mortara, Basilica di San Lorenzo
- Teoria di angeli musicanti, San Giovanni Battista e san Domenico, San Giacomo, Mortara, Santuario di Santa Maria del Campo

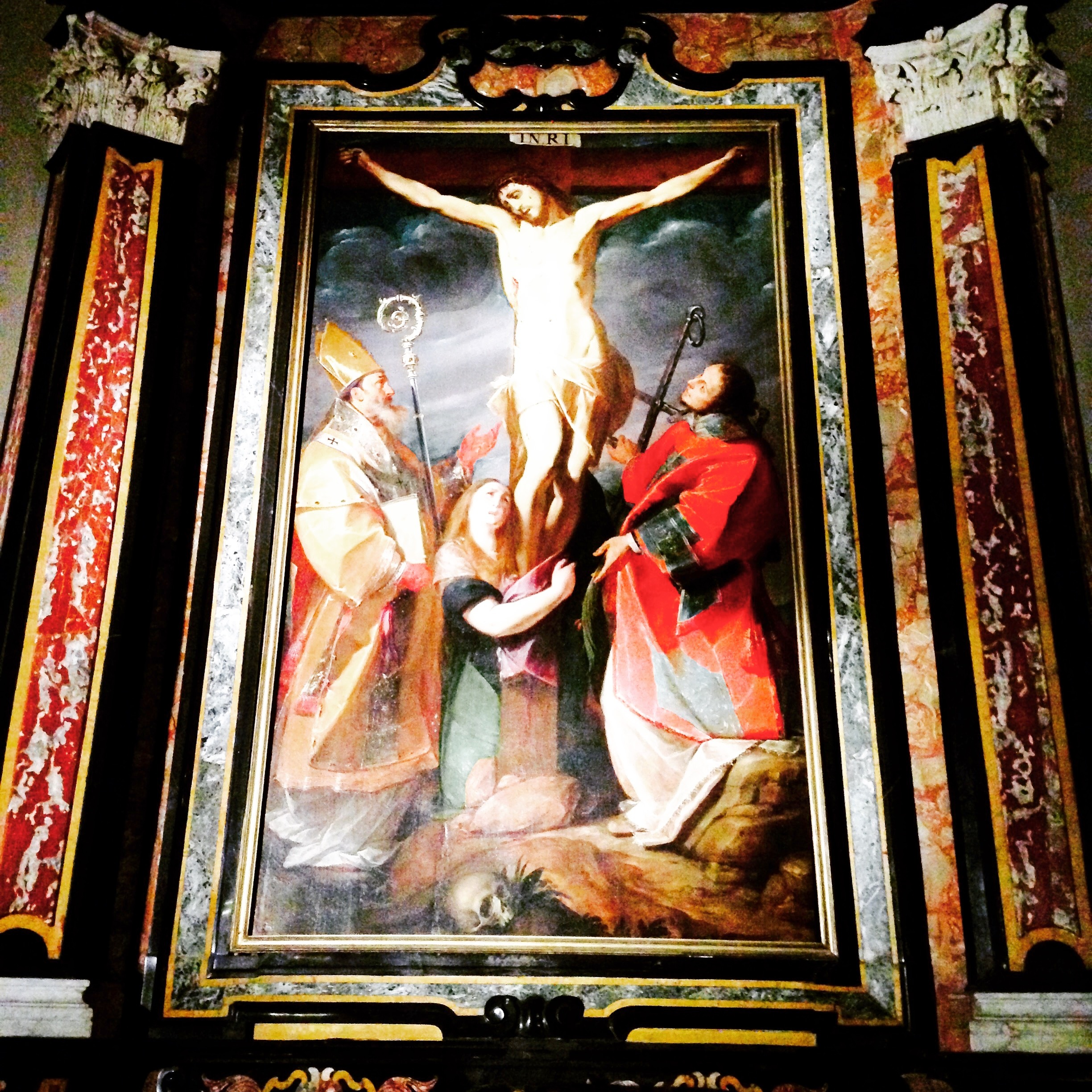
Crocifissione, con i Santi Ambrogio, Lorenzo e Maria Maddalena, Mortara, Basilica di San Lorenzo

- Una donna che allatta un neonato (La Carità), Modena, Museo Civico

### I Quadroni di San Carlo
Si propone un elenco cronologico dei dipinti di Giovanni Battista Crespi realizzati per il Duomo di Milano. Le opere fanno parte della collezione dei Quadroni di San Carlo e narrano episodi della vita e dei miracoli di San Carlo Borromeo. Le tele vengono esposte al pubblico fra novembre e dicembre in Duomo. Il Cerano lavorò sia nel ciclo de I fatti della vita del beato Carlo (1602-1603), sia nel più tardivo I Miracoli di San Carlo (1610) dimostrando di essere un pittore in grado di attuare un rinnovo stilistico all'interno delle sue opere. La committenza era il Capitolo del Duomo, che aveva richiesto il primo ciclo in occasione della beatificazione d Carlo Borromeo (avvenuta nel 1602) e il secondo per l'avvenuta canonizzazione (1610).

#### I Fatti della Vita del beato Carlo (1602-1603)
- Il Santo visita gli appestati. 1602, Duomo di Milano.
- Il Santo vende il principato d'Oria. 1602, Duomo di Milano.
- Il Santo fonda collegi dei Gesuiti, dei Barnabiti e dei Teatini. 1603, Duomo di Milano.
- Il Santo erige croci in città. 1603, Duomo di Milano.

#### I Miracoli di San Carlo (1610)

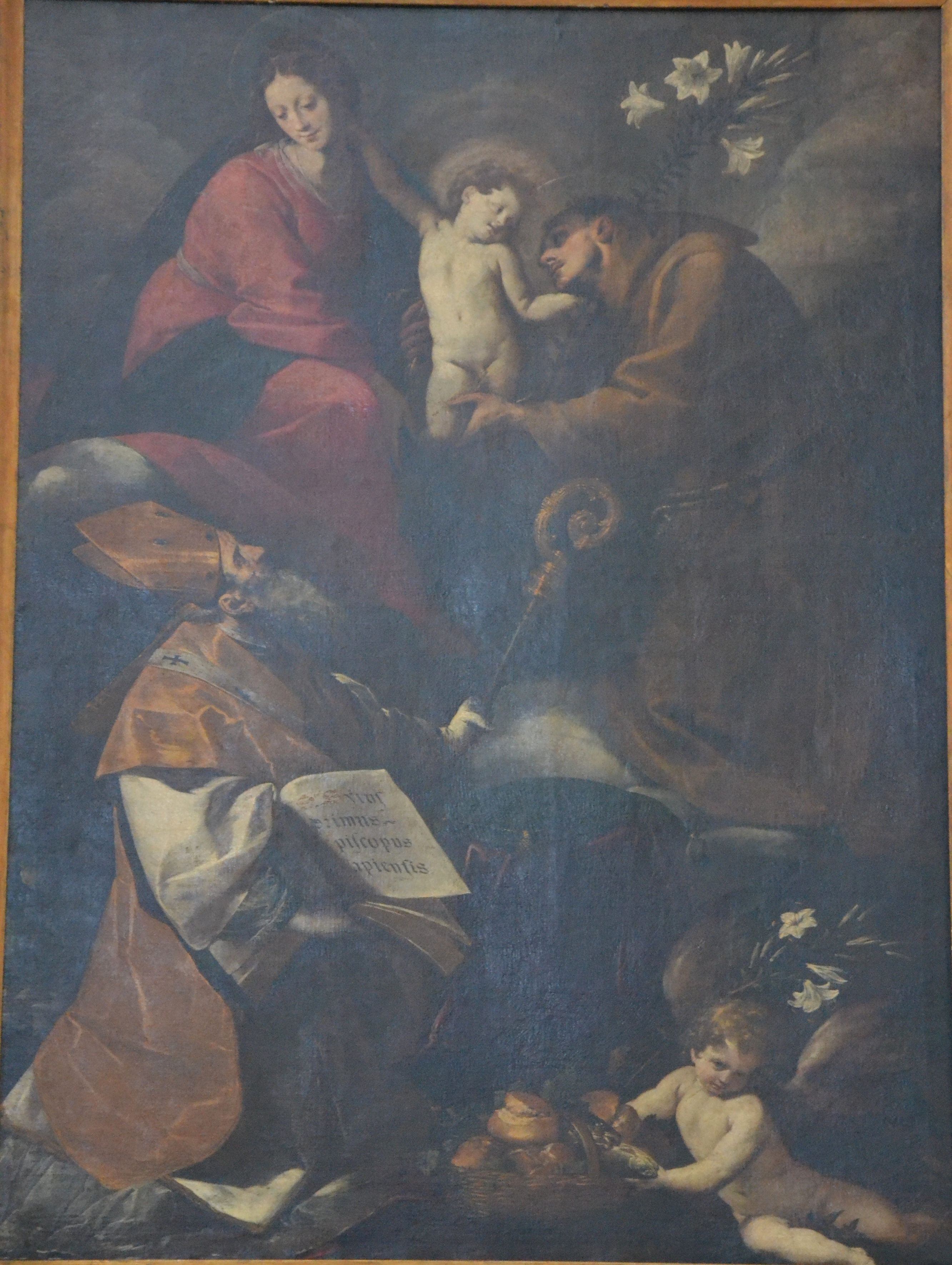
Madonna e i ss. Siro e Antonio, Duomo di Pavia.

- Miracolo di Aurelia degli Angeli. 1610, Duomo di Milano.
- Miracolo di Giovanna Marone. 1610, Duomo di Milano.
- Risanamento del cappuccino fra' Sebastiano da Piacenza. 1610, Duomo di Milano
- Miracolo di Margherita Vertua, affetta da una "infirmità disperata", che guarisce dopo essere stata benedetta da S. Carlo che stava passando per via Orefici davanti al negozio da orafo del marito. 1610, Duomo di Milano.
- Miracolo di Beatrice Crespi guarita di un cancro alla mammella. 1610, Duomo di Milano.

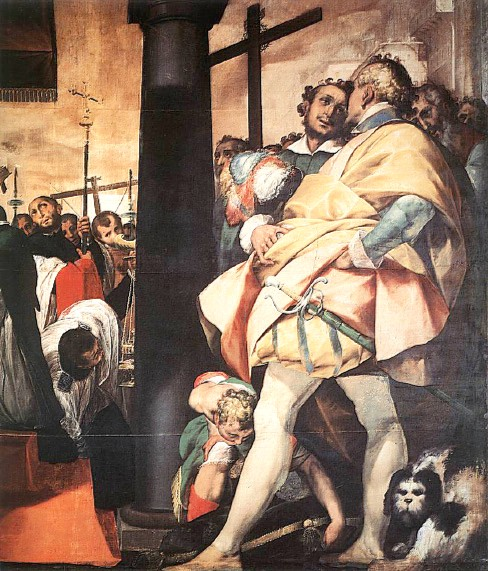
Particolare di uno dei Quadroni di San Carlo (1603)